# Атинска школа
Атинска школа (итал. Scuola di Atene) једно је од најпознатијих дела италијанског ренесансног сликара Рафаела Сантија. Ову фреску је насликао између 1510. и 1511. као део наруџбине да ослика собе (данас познате као „Рафаелове собе“) у Апостолској палати, у Ватикану.
Слика је део циклуса, који поред „Атинске школе“ (симбол филозофије), садржи и фреске „Парнас“ (симбол поезије), „Расправа“ (симбол теологије) и „Мудрост, умереност и сила“ (симбол закона). То је одраз Рафаеловог схватања да су четири принципа на којима треба да се базира људско друштво: разум (филозофија, наука), доброта и љубав (религија), лепота (уметност) и правда (правосуђе).
Назив дела се односи на филозофску школу Старе Грчке коју оличавају њени главни представници и следбеници. У центру су приказани филозофи Платон и Аристотел. Слика је идејно у складу са ренесансним схватањем антике као извора европске културе, филозофије и науке.

## Опис
Слика је на најширем месту широка 7,70 метара. Сцена је приказана користећи централну перспективу у монументалном затвореном простору. Ту су окупљени знаменити научници и филозофи из епоха од антике до ренесансе. Лево су смештени они који су били блискији идеализму (Платоновој филозофији), а десно материјалисти (Аристотелова филозофија). У позадини су филозофи, док су спреда математичари, научници и уметници. Име Атинска школа, овом делу је први дао Ђовани Пјетро Белори 1695.
Аристотел, који носи своју Етику у руци, указује на хоризонталу, што симболично означава да свет почива на материјалној реалности. Платон, који носи Тимеја у руци, показује нагоре, што је алегорија духовног света и принципа идеја.
Картон (нацрт) за Атинску школу се чува у збирци Амброзијана у Милану.

### Приказане личности
Личности приказане на слици Атинска школа се најчешће идентификују на следећи начин:
1. Зенон (оснивач Стоичке школе)
2. Епикур (оснивач Епикурејске школе)
3. Фредерико II Гонзага (војвода од Мантове)
4. Није јасно да ли је Боетије, Анаксимандар или Емпедокле
5. Авероес (арапски филозоф и теолог)
6. Питагора (математичару, у лику Брамантеа)
7. Алкибијад (политичар и војсковођа)
8. Ксенофан (историчар и сократов биограф) или Антистен
9. Хипатија или Франческо Марија I дела Ровере
10. Есхин или Ксенофан
11. Парменид (филозоф, оснивач Елејске школе)
12. Сократ (филозоф и учитељ Платонов)
13. Хераклит (филозоф, у лику Микеланђела)
14. Платон са натписом Тимеј (филозоф, у лику Леонарда да Винчија)
15. Аристотел са натписом Никомахова етика (филозоф, Платонов ученик)
16. Диоген (филозоф)
17. Плотин (филозоф)
18. Еуклид (математичар)
19. Заратустра (персијски оснивач религије)
20. Птолемеј (астроном и географ)
21. Рафаел, пред њим Содома (сликари)